# Kpopplanet
케이팝플래닛(kpoppla.net)은 대한민국의 종합일간지인 경향신문이 만든 대한민국 대중음악(KPOP) 전문 영문 뉴스 사이트다.  종합일간지가 만든 영문 K팝 사이트는 케이팝플래닛이 최초로, 2013년 8월 만들어졌다.